# Martine Ek Hagen
Martine Ek Hagen, född 4 april 1991, är en norsk längdåkare. Hon debuterade i världscupen den 19 februari 2011 på distansen 10 km i klassisk stil, Ek Hagen slutade på 30:e plats. 
I junior-VM 2011 tog hon guld med det norska laget i stafett och silver på 10 km jaktstart. I U23-VM 2012 tog hon guld på 15 km skiathlon samt brons i 10 km klassisk stil. 
Den 4 april 2018 meddelades att hon lägger skidorna på hyllan efter säsongen 2017–2018.

### Fotnoter
1. ↑  Petter Östman (4 april 2018). ”Norsk skidprofil lägger av efter petningen” (på svenska). Expressen. https://www.expressen.se/sport/langdskidor/petades-fran-os-norskan-slut/. Läst 12 april 2018.